# Hollywood Foreign Press Association
La Hollywood Foreign Press Association (HFPA) è stata un'organizzazione formata da giornalisti professionisti che rappresentano l'industria del cinema statunitense in una varietà di media, (giornali e riviste) al di fuori degli Stati Uniti d'America. Attualmente, i 90 membri della HFPA lavorano in almeno 55 paesi, ed hanno un bacino di lettori di oltre 250 milioni di persone.

## Storia
Fondata nel 1943 da un gruppo di giornalisti del quotidiano britannico Daily Mail, il suo scopo principale era la promozione di Hollywood nel mondo. Dal 1943, i suoi membri decisero annualmente tramite votazione le assegnazioni dei Golden Globe, scegliendo fra le produzioni dell'anno precedente.
Nel 2023 è stata annunciata la chiusura dell'organizzazione, che verrà sostituita solamente per l'organizzazione dei premi Golden Globe dalla nuova Golden Globe Foundation.